# Goanna
A Goanna egy böngészőmotor, amit a Moonchild Productions fejleszt. A Pale Moon böngésző motorja a 26-os verziótól. A Goanna nyílt forrású szoftver, licence a Mozilla Public License 2.
A Goanna a Gecko forkja, ezért nagyon hasonló a működése. Alapvetően C++ nyelven készült, platformfüggetlen, ezért különböző operációs rendszereken is fut, többek között Linux-on, OS X-en és Windows-on. A kis létszámú Pale Moon közösség fejleszti jelenleg, akiknek célja, hogy kisebb gépigénnyel is lehessen böngészni a mai html5 alapú internetet. Időközben a Mozilla bejelentette, hogy hamarosan nem támogatják a XUL API-t a Firefox-ban, a Goanna másik célja ezt vinni tovább.

## Történelem
A Goanna fejlesztése 2015 elején kezdődött, amikor a Gecko-ba olyan újítások kerültek bele, amit a Pale Moon fejlesztői már túl soknak, feleslegesnek tartottak, ezért forkolták le saját maguknak.

## Szabványtámogatás
Kezdetekben a Gecko-t a nyílt Internet szabványok támogatására fejlesztették ki, így a Goanna is ezt viszi tovább. Néhány a Goanna-ban megtalálható támogatott szabvány:
- CSS Level 2.1 (CSS 3 részleges támogatás)
- DOM Level 1 and 2 (DOM 3 részleges támogatás)
- HTML4 / HTML5
- JavaScript 1.8.5 (teljes ECMAScript 5.1, részleges ECMAScript 6 támogatás )
- MathML
- RDF
- XHTML 1.0
- XML 1.0
- SVG 1.1
- Sokféle képformátum, például JPEG, GIF, PNG, APNG és WebP